# Revit
Autodesk Revit - це програма CAD і BIM для операційних систем Windows, створена Revit Technologies Inc. і придбана в 2002 році Autodesk за 133 мільйони доларів, що дозволяє проектувати параметричні елементи моделювання та малювання.
За останні сім років Revit зазнав глибоких змін та вдосконалень. Перш за все, він був модифікований для підтримки форматів DWG, DXF та DWF. Крім того, було вдосконалено щодо швидкості та точності надання візуалізації. З цією метою в 2008 році існуючий двигун рендерінгу AccuRender був замінений на Mental Ray.
За допомогою параметризації та нативного 3D-технології можна встановити концептуалізацію архітектури та тривимірні форми. Ця нова парадигма передбачає революцію в дизайнерському сприйнятті, оскільки вона обґрунтована в термінах, які вже не декартові, а просторові, з перевагами, які це може принести дизайну.
Revit, як програма BIM, задуманий як підхід, наближений до реальності, сприйнятої людьми.
Одна з сильних сторін Revit полягає в тому, що можна створювати перспективні або аксонометричні погляди з надзвичайною легкістю, що вимагало б значних зусиль у ручному малюванні; приклад - створення затінених перспективних розділів. Іншою надзвичайно важливою особливістю є побудова моделі за допомогою конструктивних елементів, тоді як в іншому подібному програмному забезпеченні створення форм звільняється від конструктивної та структурної функції. Наріжний камінь Ревіта - це експлуатація "четвертого виміру", тобто часу. Насправді можна встановити часові фази: наприклад, стан факту та стан проекту. Кожен елемент моделі може бути створений в одну фазу і знесений в іншій, тоді маючи можливість створювати погляди порівняння з відповідними висвітленнями: "Жовтий і червоний". З іншого боку, слабкі місця програми представлені часом не дуже інтуїтивним інтерфейсом, якістю візуалізації, яка, хоча і використовує двигун "радіозвуку", не порівнянна з тією, яку можна отримати із спеціалізованим програмним забезпеченням візуалізації, але нарешті програма обмежує дизайн "будувати" конструкції, поки вона не готується до будівництва (дороги та інфраструктура взагалі). З цієї причини Autodesk продає специфічне програмне забезпечення BIM, таке як Civil 3D.

## Історія
Спершу Revit був реалізований як три програми Revit Architecture, Revit Structure і Revit MEP.  Вони дозволяли опрацьовувати і вивчати концепції майбутніх конструкцій і будівель. Revit Architecture орієнтований на роботу з архітектурною частиною проекту, Revit Structure — на проектування і аналіз конструкцій, Revit MEP — на створення комунікацій і підсистем (електричної, вентиляційної, каналізаційної тощо) будівлі.
Починаючи з Revit 2013 вся функціональність Revit зосереджена в одному продукті, що називається просто Revit.

## Історія компанії
Charles River Software була заснована в Ньютоні, штат Массачусетс, 31 жовтня 1997 року Леонідом Райзом та Ірвіном Юнгрейсом, ключовими розробниками програмного забезпечення для механічного проектування Pro/Engineer компанії PTC, з наміром принести потужність параметричного моделювання в будівельну індустрію (раніше PTC намагалася продати нещодавно придбане програмне забезпечення Reflex в будівельному секторі, але зазнала невдачі). 

## Галерея

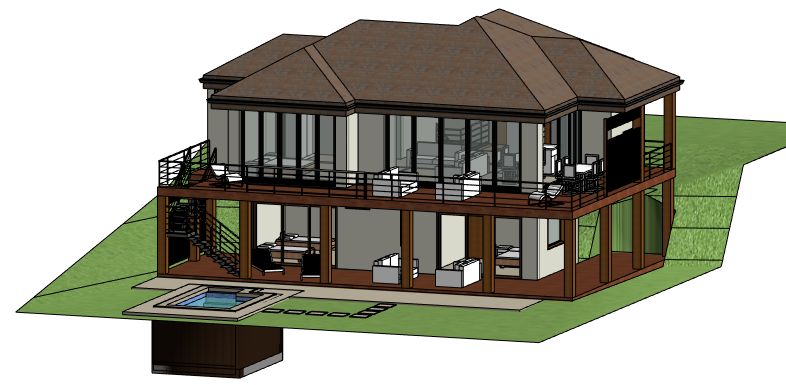